# Omotik
Omotik (Eigenbezeichnung: laamot) ist eine praktisch ausgestorbene südnilotische (nilosaharanische) Sprache, die in Kenia gesprochen wurde. 
Die Sprecher der Sprache sind überwiegend zum ostnilotischen Maa übergegangen. Die ethnische Population der Omotik-Sprecher betrug im Jahr 2000 noch mindestens 200.

## Anmerkung
Das Omotik ist nicht zu verwechseln mit den omotischen Sprachen, die auf Englisch Omotic languages heißen und zur Familie der afroasiatischen Sprachen gehören.